# Museum Ludwig

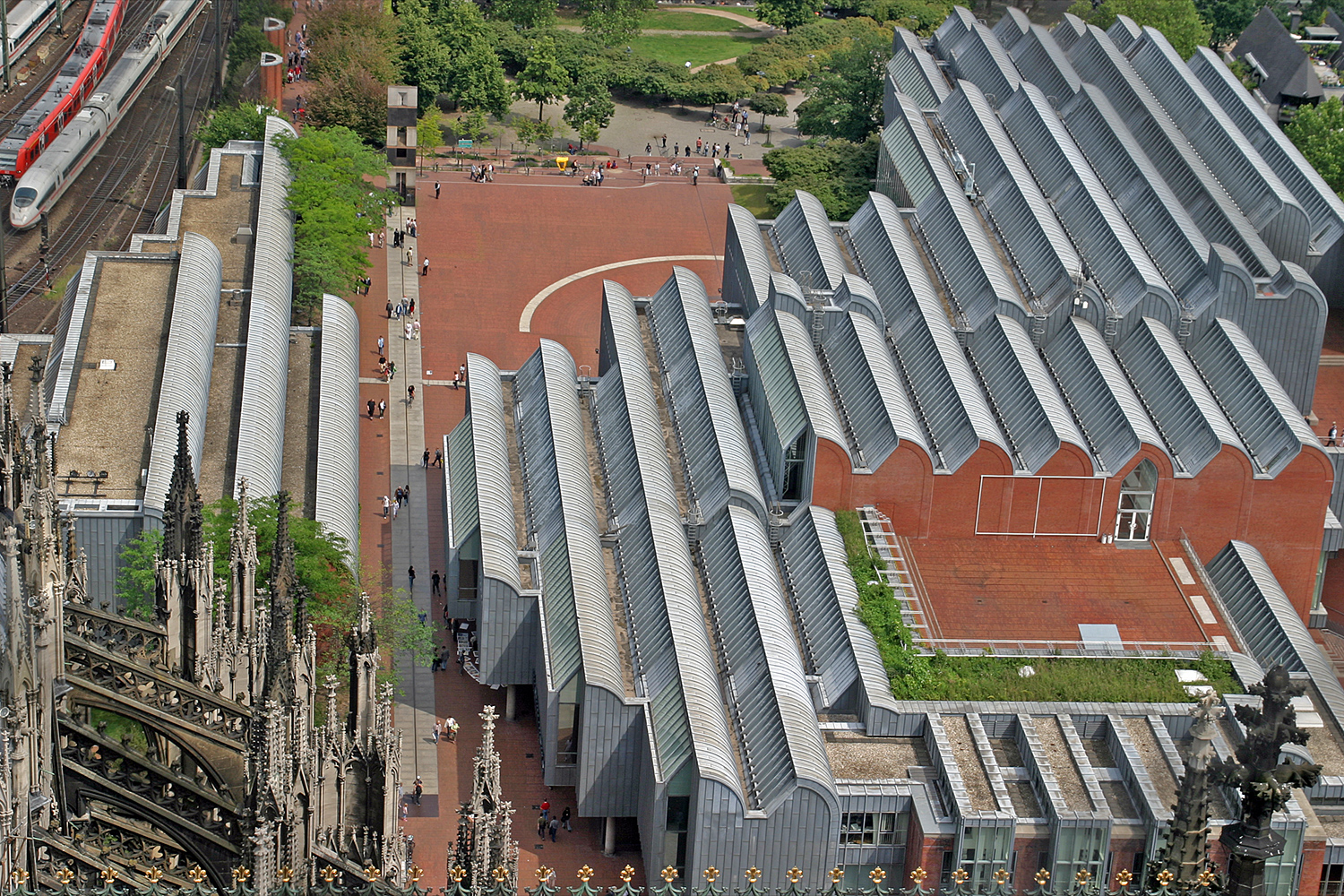
Museu Ludwig

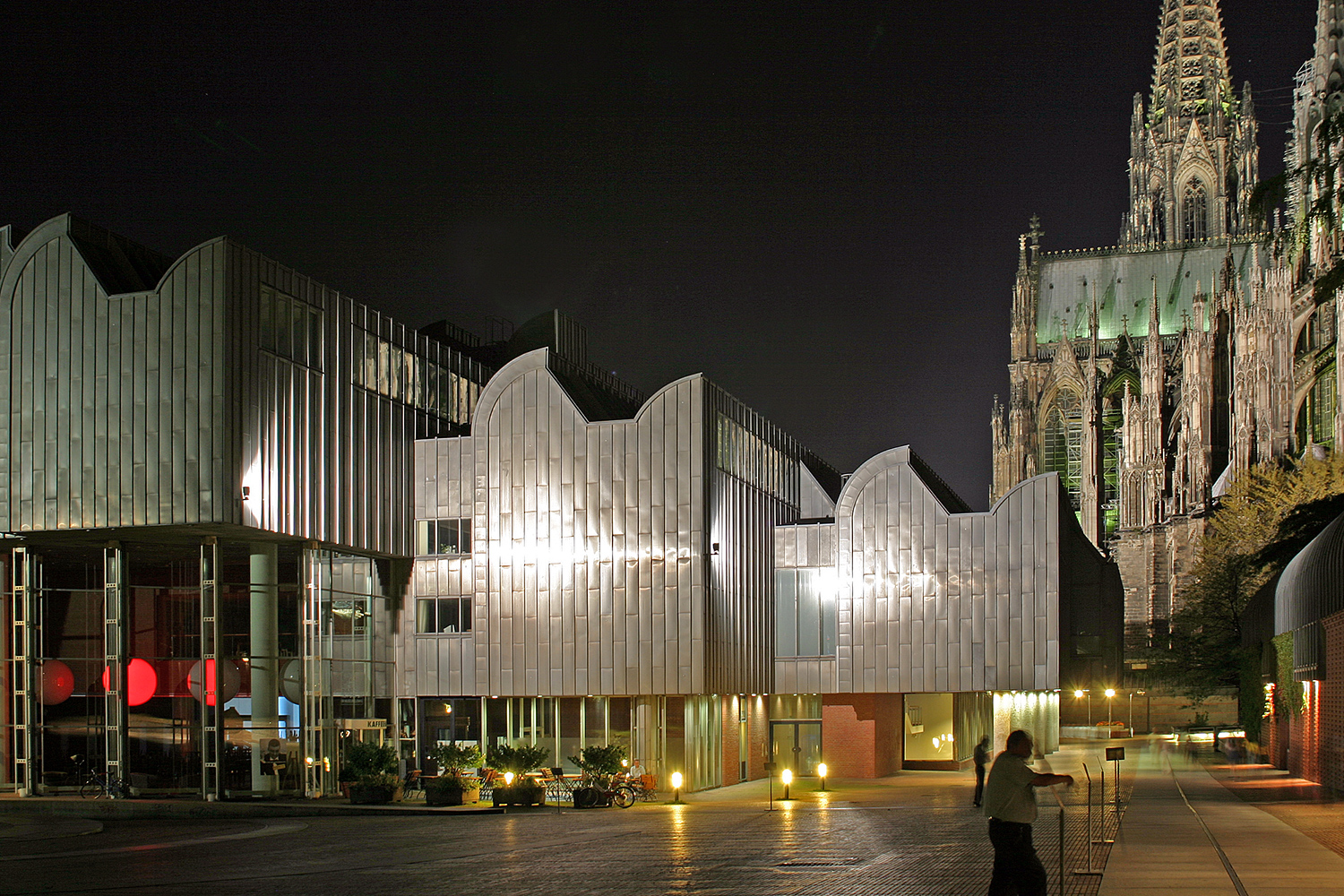
Museu Ludwig i Catedral de Colònia a la nit

El Museu Ludwig, situat a Colònia, Alemanya, acull una col·lecció d'art modern amb obres de Pop Art, Art abstracte i Surrealisme, i té una de les col·leccions d'obres de Picasso més grans d'Europa. Compta també amb moltes obres d'Andy Warhol i Roy Lichtenstein.

## Història
El museu va sorgir el 1976 com a institució independent del Wallraf-Richartz Museum. I aquell any, el magnat de la xocolata Peter Ludwig va acordar dotar-lo amb 350 obres d'art modernes, valorades en 45 milions de dòlars i a canvi, la ciutat de Colònia es va comprometre a construir un "Museu Ludwig" dedicat a les obres realitzades després de l'any 1900. El recent edifici, dissenyat pels arquitectes Peter Busmann i Godfrid Haberer, es va obrir el 1986 a prop de la Catedral de Colònia. El nou edifici va esdevenir la seu del museu Wallraf Richartz i del museu Ludwig. El 1994 es va decidir separar les dues institucions i situar l'edifici a la Bischofsgartenstrasse com l'única disposició del Museum Ludwig. El 1999 Steve Keene va pintar al museu.
L'edifici també acull la Filarmònica de Kölner. I la plaça Heinrich-Böll, una plaça pública dissenyada per Dani Karavan, és a sobre de la sala de concerts del nord-est de l'edifici. Malauradament, durant els concerts, la gent no pot caminar a la plaça, ja que crea pertorbacions acústiques per als assistents.
El 2016, el museu es va unir amb el Bell Art Center per organitzar una retrospectiva no oficial d'Anselm Kiefer, que es va obrir a l'Acadèmia Central de Belles Arts de Pequín. L'última parada de la gira a la Xina havia de ser el nou Museu d'Art de Júpiter a Shenzhen, però un retard en l'obertura del museu va fer que es guardessin les obres en un magatzem. En aquest moment el museu va perdre el rastre de les peces i va començar a buscar-les. El gener del 2020 van localitzar finalment les peces en un magatzem a Shenzhen i van intentar recuperar-es. Les autoritats xineses però van aturar-ho. I el govern alemany, la ciutat de Koblenz i el propi Kiefer van dur a terme accions diplomàtiques per garantir el retorn de les peces, que inclouen l'obra monumental Pasifaia.

## Col·lecció
El museu incorpora fonamentalment Sammlung Haubrich, una col·lecció d'art de l'advocat Josef Haubrich dels anys 1914 al 1939 donada a la ciutat de Colònia el 2 de maig de 1946. Directament després de la Segona Guerra Mundial, el maig de 1946, Haubrich va presentar a la ciutat la seva col·lecció d'Expressionisme (Erich Heckel, Karl Schmidt-Rottluff, Ernst Ludwig Kirchner, August Macke, Otto Mueller) i obres d'altres representants del modernisme clàssic (Marc Chagall, Otto Dix). La segona part integral del museu és Sammlung Ludwig, una col·lecció d'art de Picasso, avantguarda russa i artistes pop-art americans. Amb prop de 900 obres de Picasso, avui el museu compta amb la tercera col·lecció més gran d'aquest artista a tot el món, després de Barcelona i París. A més, Peter Ludwig i la seva dona Irene van posar posteriorment la seva col·lecció de l'avantguarda russa en préstec permanent al museu, incloses 600 obres del període 1905 al 1935 d'artistes com Kasimir Malevich, Ljubov Popova, Natalia Goncharova, Mikhail Larionov, i Alexander Rodchenko. Actualment, el museu acull la més completa col·lecció d'obres d'art primerenques de l'avantguarda russa fora de Rússia.

### Obres

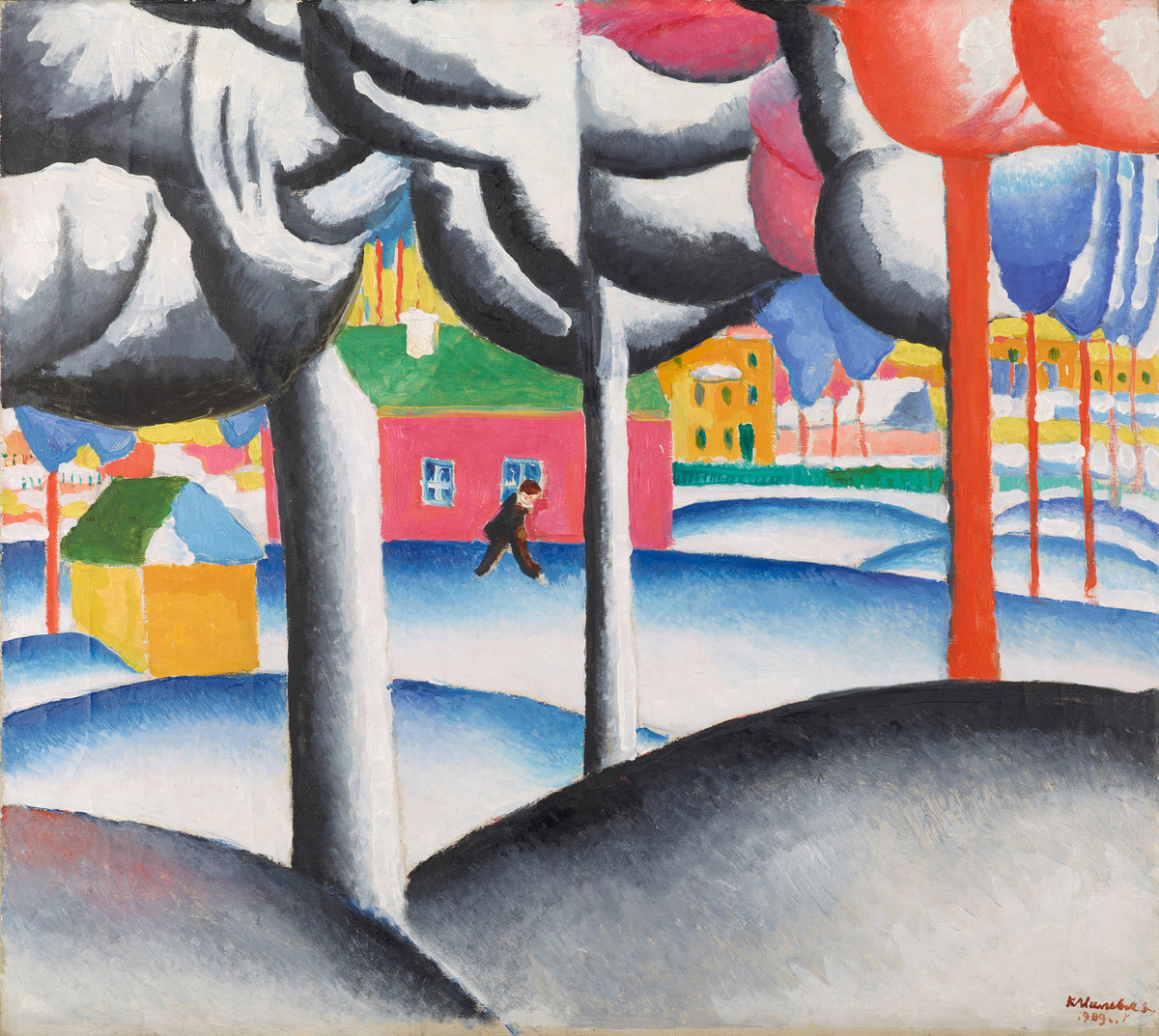
Kazimir Malevich, Paisatge (d'hivern), 1909
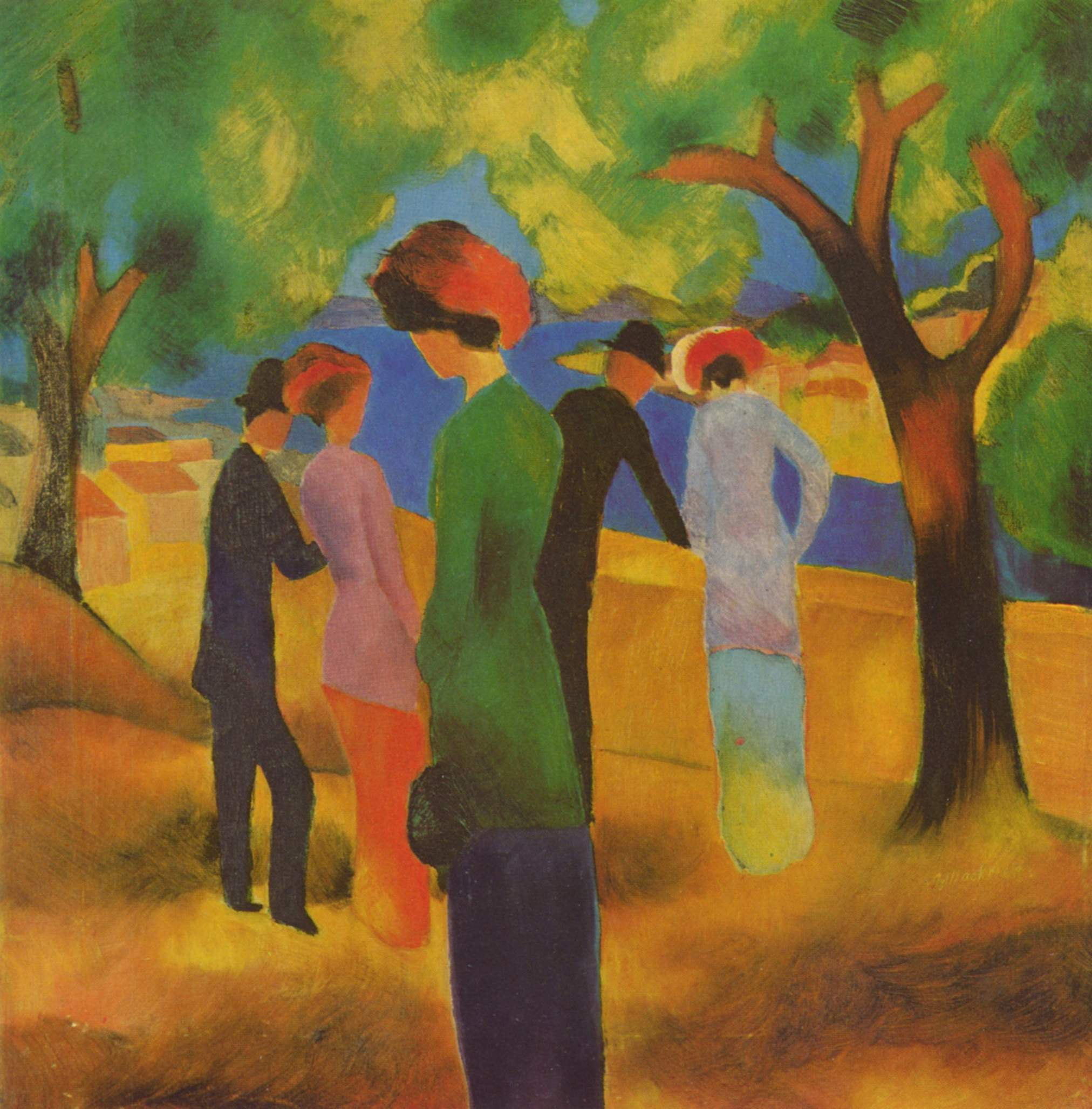
August Macke, Lady in a Green Jacket, 1913

## Obres seleccionades de la col·lecció
- Pierre Alechinsky: Coupe sombre (1968).
- Josef Albers: Olor verd (1963).
- Peter Blake : ABC Minors (1955), Bo Diddley (1963).
- Salvador Dalí: La Gare de Perpinyà (1965).
- Otto Dix: Bildnis des Dr. Hans Koch (1921), Vorstadtszene (1922), Mädchen mit rosa Bluse (1923), Bildnis Frau Dr. Koch (1923).
- Richard Estes: Botiga d'aliments / Snack-bar (1967).
- Natalia Goncharova: Nature morte à la peau de tigre (1908), Portrait de Larionov (1913), Vendeuse d'oranges (1916).
- Duane Hanson : Dona amb bossa / Femme au sac en bandoulière (1974).
- Jasper Johns: Untitled (1972).
- Allen Jones : Figura caient / xut (1964), Perfect match / Partenaire idéale (1966–1967).
- Edward Kienholz: Nit de les nits / Nuit des nuits (1961), The Portable War Memorial / Monuments aux morts portable (1968).
- Roy Lichtenstein: Takka-Takka (1962), Mad Scientist / Le savant fou (1963), M-Potser / P-Peut-être (1965), Explosió n ° 1 (1965), Estudi per a la preparació / Étude pour la disponibilité (1968)
- László Moholy-Nagy: Grau-Schwarz-Blau / Gris-Noir-Bleu (1920), Auf weissen Grund / Sur fond blanc (1923).
- Kenneth Noland: Provence (1960), Shadow Line / Ligne d'ombre (1967).
- Claes Oldenburg: The Street / La rue (1960), Success Plant / Félicitations pour l'avancement (1961), Camisa blanca amb corbata blava / Chemise blanche et cravate bleue (1961), Cames verdes amb sabates / Jambes vertes avec chaussures (1961)
- Eduardo Paolozzi: El darrer dels ídols (1963).
- Robert Rauschenberg: Odalisque (1955–1958), Allegory / Allégorie (1959–1960), Wall Street (1961), Black Market / Marché noir (1961), Eix / Axe (1964), Bible Bike (Borealis) (1991).
- James Rosenquist: Rainbow / Arc-en-ciel (1961), Untitled (diu Joan Crawford. . . ) / Sans titre (Joan Crawford dit ...) (1964), Els persianes / Œillères pour cheval (1968–1969), Starthief / Voleur d'étoiles (1980).
- George Segal: Dona rentant-se els peus en un lavabo / Femme se lavant les pieds dans un lavabo (1964–1965), La finestra del restaurant I / La fenêtre du restaurant I (1967).
- Frank Stella: Seven Steps (1959), Ctesifhon III (1968), Bonin Night Heron No. 1 (1976).
- Wolf Vostell: Coca-Cola, Dé-coll / age (1961), Homenatge a Henry Ford i Jaqueline Kennedy (1967), Miss Amèrica (1968).
- Andy Warhol: Two Dolar Bills (Front and Rear) / 80 billets de deux dollars (recto i verso) (1962), 129 Die in Jet (Plane Crash) / 129 morts (catastrophe aérienne) (1962), Tancar portada abans de colpejar (Pepsi- Cola) / Refermer avant d'allumer (Pepsi Cola) (1962), Do it Yourself (Paisatge) / Modèle pour peintres amateurs (paysage) (1962), Two Elvis / Double Elvis (1963), Red Race Riot / Émeute raciale rouge (1963), Boxes / Boîtes (1964), Flors / Fleurs (1964).
- Tom Wesselmann: Banyera 3 / Baignoire 3 (1963), Paisatge núm.2 / Paysage n ° 2 (1964), Great American Nude / Grand nu américain (1967).

## Premi Wolfgang Hahn
Des del 1994, els Amics del Museu Ludwig han homenatjat cada any un artista internacional amb el 'Premi Wolfgang Hahn', presentat durant la fira d'art Colònia de la ciutat. Juntament amb les activitats culturals que també organitzen tant a Colònia com a Renània, aquest premi stà dedicat a la memòria de Wolfgang Hahn (1924 - 1987), conservador en cap i restaurador de pintura al Wallraf Richartz Museum / Museum Ludwig, i un dels col·leccionistes més destacats de Colònia. El pressupost del premi ascendeix a un màxim de 100.000 euros anuals. El museu també adquireix una obra de cada premi.

Un jurat internacional tria entre les candidatures presentades pels membres. El premi Wolfgang Hahn ha estat atorgat als artistes següents: 
- 1994 - James Lee Byars
- 1995 - Lawrence Weiner
- 1996 - Günther Förg
- 1997 - Cindy Sherman
- 1998 - Franz West
- 1999 - Pipilotti Rist
- 2000 - Hubert Kiecol
- 2001 - Raymond Pettibon
- 2002 - Isa Genzken
- 2003 - Niele Toroni
- 2004 - Rosemarie Trockel
- 2005 - Richard Artschwager
- 2006 - Mike Kelley
- 2007 - none awarded
- 2008 - Peter Doig
- 2009 - Christopher Wool
- 2010 - Peter Fischli & David Weiss
- 2011 - John Miller[6]
- 2012 - Henrik Olesen
- 2013 - Andrea Fraser
- 2014 - Kerry James Marshall
- 2015 - Michael Krebber, R. H. Quaytman
- 2016 - Huang Yong Ping
- 2017 - Trisha Donnelly
- 2018 - Haegue Yang
- 2019 - Jac Leirner

## Directors
- 1978–1984: Karl Ruhrberg
- 1984–1991: Siegfried Gohr
- 1991–1997: Marc Scheps
- 1997–2000: Jochen Poetter
- 2002–2012: Kasper König
- 2012–2014: Philipp Kaiser[7]
- 2015 – actualitat: Yilmaz Dziewior